# Bombningen av Schweinfurt och Regensburg
Bombningen av Schweinfurt och Regensburg den 17 augusti 1943 var en strategisk bombattack utförd av B-17 Flying Fortress bombplan från US Army Air Forces baserade i Storbritannien. Anfallet var en del av Operation Pointblank vilken syftade till att förstöra Luftwaffes styrka av jaktplan. Anfallet var ett dubbelanfall för att splittra upp det tyska jaktförsvaret, den första halvan av anfallsstyrka skulle dessutom utföra det första så kallade skyttel uppdraget vilket innebar att man startade från baser i Storbritannien men landade på baser i Nordafrika. De två målen var Messerschmitts fabrik i Regensburg och ett flertal stora kullagerfabriker i Schweinfurt. Målen låg långt utanför de tillgängliga eskortjaktplanens räckvidd så bombplanen från Eighth Air Force fick göra anflygningen mot målen utan eskort. Anfallet skadade målen i Regensburg svårt, men med katastrofala förluster, 60 stycken förlorade bombplan och ett stort antal plan så svårt skadade att de skrotades, av den totala anfallstyrkan på 376 bombplan. Följden blev att först efter två månader kunde man följa upp anfallet med nya bombningar av Schweinfurt och då drabbades man av ännu högre förluster.

## Planen
Efter den allierade invasionen av Nordafrika växte Eighth Air Force styrka av B-17 bombplan i England kraftigt. Styrkan organiserades i 1st Bombardment Wing, baserade på flygbaser i Midlands och 4th Bombardment Wing basera i East Anglia.
I enlighet med målen i Operation Pointblank hade fabrikerna som tillverkade jaktplanet Fw 190 i Bremen, Kassel, och Oschersleben bombats häftigt. Även om förlusterna hade varit betydande så hade dessa mål skadats så svårt att man nu var tvungen att börja bomba de betydligt mer svåråtkomliga fabrikerna i  Regensburg och Wiener Neustadt, som tillverkade jaktplanet Bf 109 som utgjorde cirka hälften av jaktplansproduktionen i Tyskland. Wiener Neustädter Flugzeugwerke skulle attackeras av B-24 Liberator tillhörande Ninth Air Force från baser i Libyen och Messerschmitts fabrik i Regensburg skulle attackeras av B-17 tillhörande Eighth Air Force från baser i England. Ursprungsplanen var att båda fabrikerna skulle bombas den 7 augusti men på grund av dåligt väder sköts anfallet upp och först den 13 augusti angrep Ninth Air Force på egen hand.
För att fullfölja sin del av anfallet beslutade Eighth Air Force att angripa ett till mål samtidigt i centrala Tyskland, för att splittra och förvirra det tyska luftförsvaret. 4th Bombardment Wing vars B-17 var utrustade med extra bränsletankar i yttre vingarna skulle angripa fabriken i Regensburg och sedan flyga till baser i Libyen. 1st Bombardment Wing, som skulle följa efter, vek av för att bomba kullagerfabrikerna i Schweinfurt och på så sätt kunna angripa när tyskt jaktflyg höll på att tankas på baserna. På grund av den begränsade räckvidden hos P-47 jaktplanen som flög som eskort kunde de bara skydda bombplanen fram Eupen i Belgien, vilket var en timmes flygväg från båda målen.

## Förluster
Av 361 tunga bombplan som deltog i anfallet så förlorades 60 stycken. 11 bombplan som återvände till bas visade sig vara så svårt skadade att de skrotades, 162 plan hade lättare skador. Amerikanska besättningsmän rapporterade 228 tyska jaktplan som nedskjutna, det verkliga resultatet var att 27 tyska jaktplan förlorades.

### Fotnoter
1. ↑  Ericson Wolke 2013, s. 131-132.